# Bhagwan-Diskotheken
Die Bhagwan-Diskotheken (auch bekannt als Zorba-Diskotheken, Bhaggy bzw. Bhaggi oder OSHO-Diskotheken) waren eine Kette von Nachtclubs in Deutschland und Europa, die in den 1980er Jahren von Anhängern der Bhagwan-Bewegung (später Osho-Bewegung) betrieben wurden. Sie waren Teil eines Geschäftsnetzwerks der Bewegung und erlangten teilweise Kultstatus in der deutschen Clubszene.

## Geschichte
Nach der Auflösung seines Ashrams in Poona (Indien) und der Übersiedlung in die USA im Jahr 1981 forderte Bhagwan Shree Rajneesh seine Anhänger auf, überall Zentren zu gründen. In der Folge entstanden in zahlreichen deutschen Städten Bhagwan-Kommunen, die verschiedene Unternehmen betrieben, darunter Diskotheken.
Die erste Bhagwan-Diskothek "Zorba" eröffnete am 21. Oktober 1982 in Dortmund. Nur sechs Tage später folgte die Kölner "Zorba"-Diskothek. Bis Ende 1983 wurden etwa 35 solcher Diskotheken in der Bundesrepublik und insgesamt 50 in Europa eröffnet.

### Bekannte Standorte
- Köln: "Kleine Bhaggi" (Brabanter Straße) und "Große Bhaggi" (Kölner Ringe)[3]

- Berlin: "Far Out"

- Düsseldorf: "Bhaggy" an der Graf-Adolf-Straße[4]

- Hamburg: "Zorba The Buddha"

- Hannover: "BAGGI/OSHO Discothek" am Raschplatz[5]

- Weitere Standorte in Bielefeld, Kiel, Wiesbaden und Augsburg

## Konzept und Besonderheiten
Die Bhagwan-Diskotheken unterschieden sich deutlich von anderen Clubs der damaligen Zeit durch helle Beleuchtung, edles Ambiente mit weißem Marmor und kleinen Brunnen, sowie eine besonders friedliche Atmosphäre. Sie galten als sicherer Ort, insbesondere für Frauen, und wurden von Mitgliedern der Bhagwan-Bewegung betrieben.
Während die Bhagwan-Diskotheken oft als Rekrutierungsorte für neue Anhänger angesehen wurden, deuten Zeitzeugenberichte darauf hin, dass dieser Aspekt zumindest in einigen Clubs kaum eine Rolle spielte. So heißt es in der Westdeutschen Zeitung: "Dass diese Disco von 'Erleuchteten' betrieben wird, zeigt sich nur an dem riesigen Porträt des bärtigen Sekten-Gründers an der Wand und an den Bhagwan-Büchern, die im angeschlossenen Kiosk (nie) verkauft werden. Aber wen interessiert das schon?"

## Wirtschaftlicher Erfolg und soziale Bedeutung
Die Bhagwan-Diskotheken waren wirtschaftlich erfolgreich: Die Kölner Bhagwan-Diskothek rechnete mit drei Millionen DM Jahresumsatz, die Berliner "Far Out" mit vier Millionen DM.

## Ende der Bhagwan-Diskotheken
Mit dem juristischen Druck auf Bhagwan in den USA und seiner Ausreise aus dem Land 1986 begannen sich viele Bhagwan-Kommunen aufzulösen. Die Kölner Kommune löste sich 1986 auf. Einige der Diskotheken existierten jedoch weiter, wie die BAGGI/OSHO Discothek in Hannover, die über 30 Jahre in Betrieb war. Die Düsseldorfer Bhaggy schloss im Jahr 2001.